# Petrochromis
Petrochromis is een geslacht van straalvinnige vissen uit de familie van de cichliden (Cichlidae).

## Soorten
- Petrochromis ephippium Brichard, 1989
- Petrochromis famula Matthes & Trewavas, 1960
- Petrochromis fasciolatus Boulenger, 1914
- Petrochromis macrognathus Yamaoka, 1983
- Petrochromis orthognathus Matthes, 1959
- Petrochromis polyodon Boulenger, 1898
- Petrochromis trewavasae Poll, 1948